# Segunda expedição Chōshū
Segunda expedição Chōshū (第二次長州征討), também conhecida por Guerra de Verão, foi uma expedição punitiva liderada pelo shogunato Tokugawa contra o domínio Chōshū. Seguiu-se à primeira expedição Chōshū de 1864. A segunda expedição Chōshū foi anunciada a 6 de março de 1865. A operação começou em 7 de junho de 1866, com o bombardeio de Suō-Ōshima, Yamaguchi pela Marinha do Bakufu. O domínio Chōshū sofreu uma perda de cerca de 4 000 homens, enquanto que sobre o shogunato foi estimado um número de cerca de 100 000/150 000 baixas. 

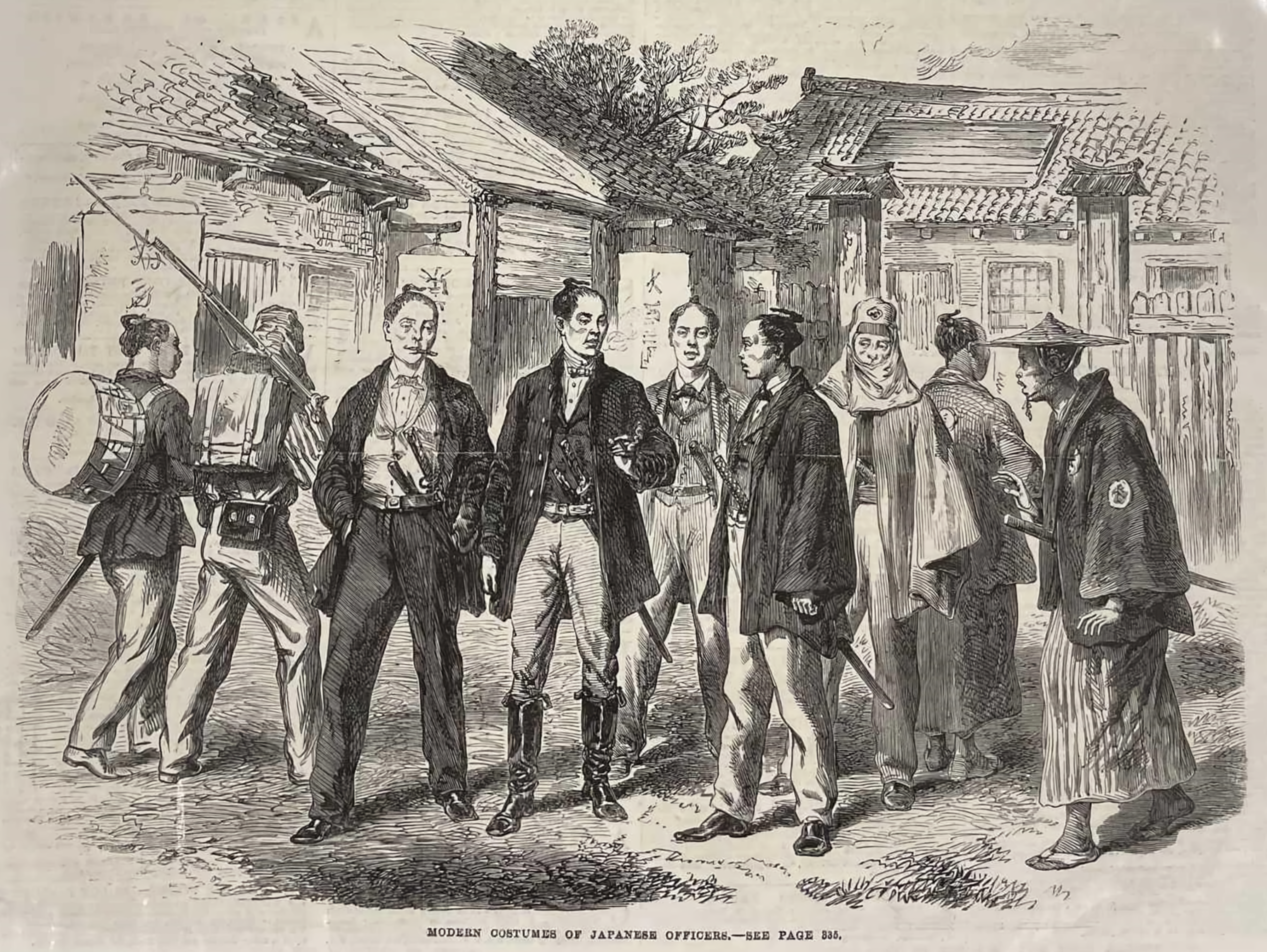
Tropas modernizadas do shogunato em 1866
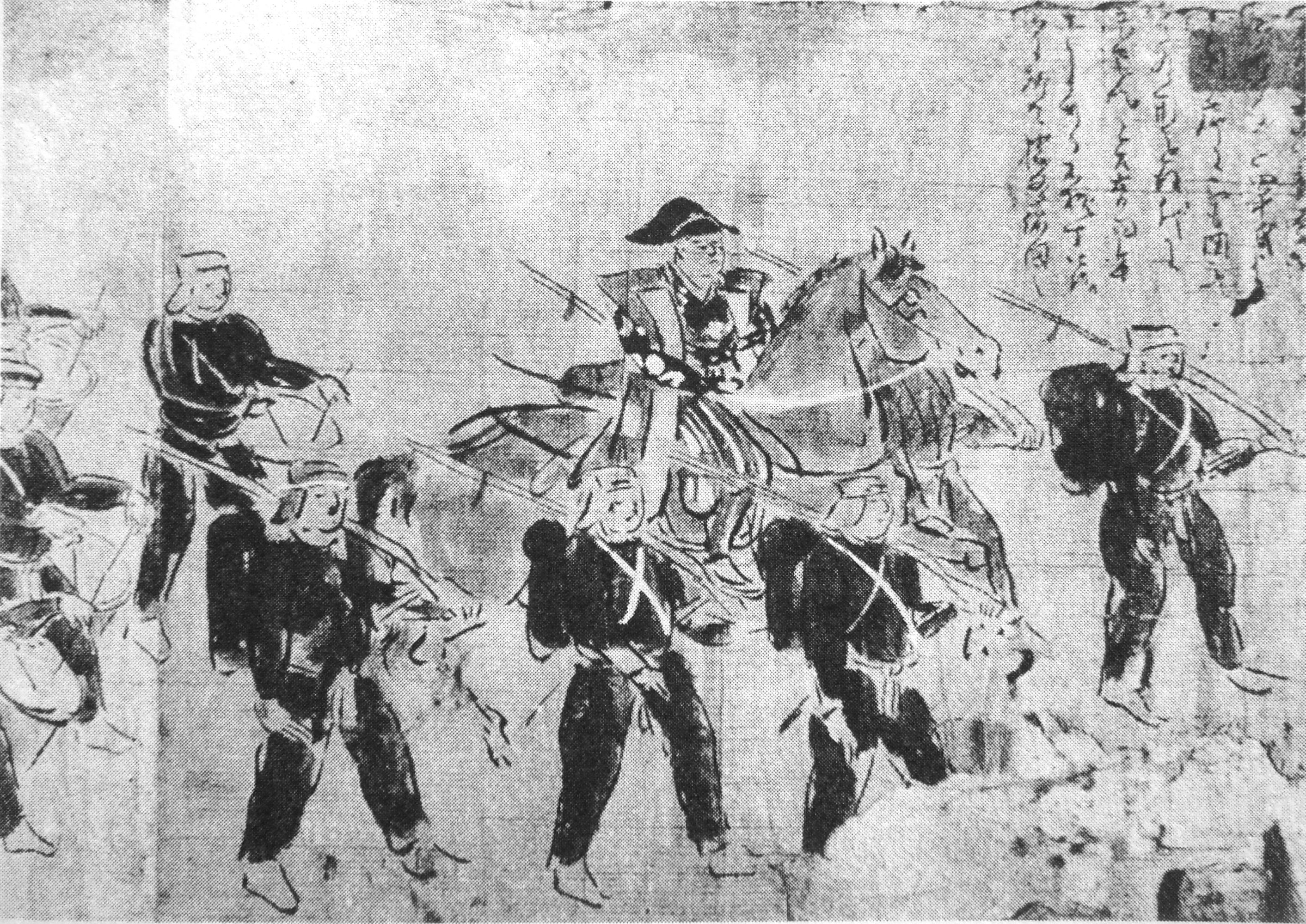
Tropas do shogunato na segunda expedição Chōshū
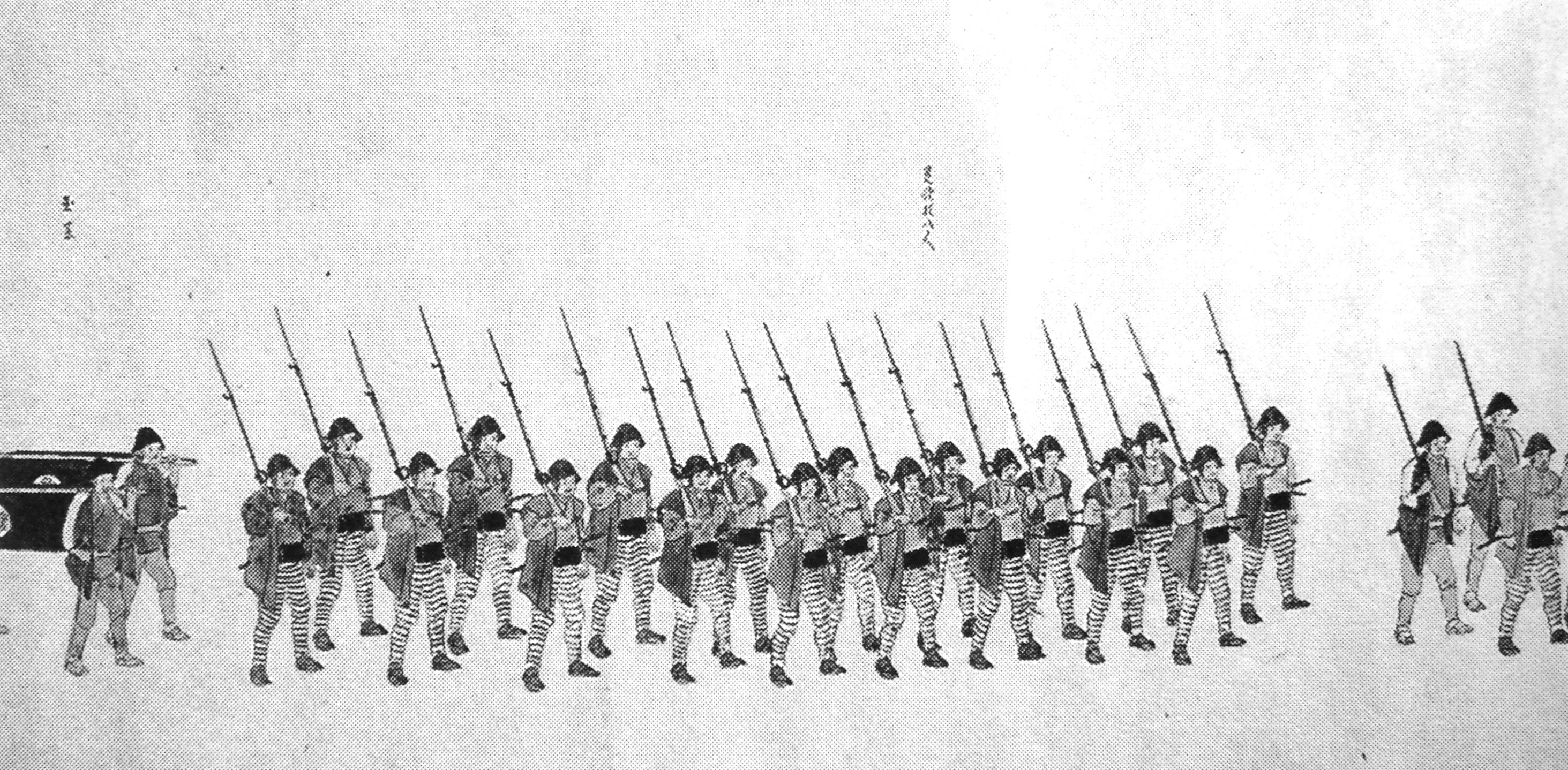
Tropas do domínio Takada na Segunda Expedição Chōshū
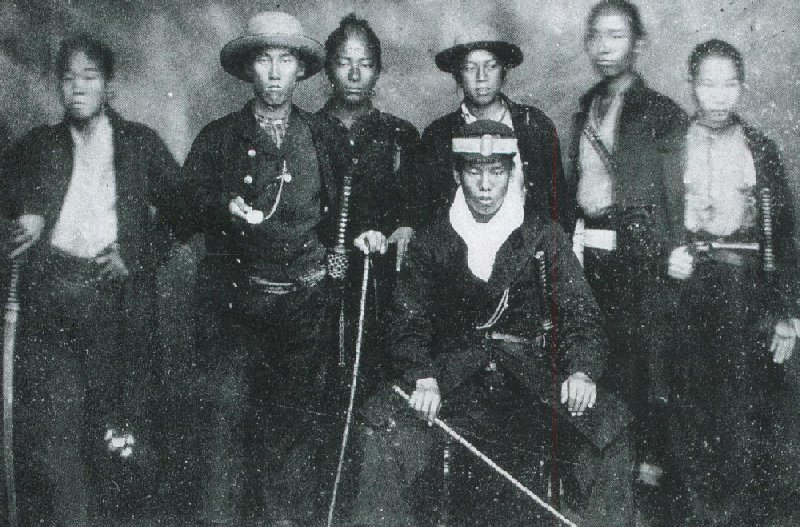
O Chōshū Kiheitai enfrentou o Bakufu na Segunda Expedição Chōshū